# اکو (جنگ‌افزار)

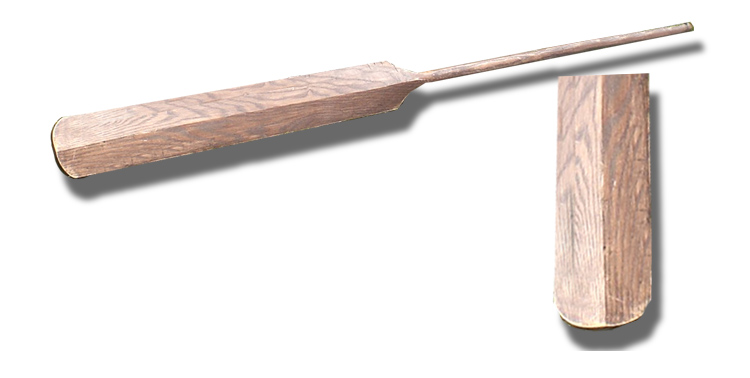
یک اکو با طول ۱۸۰ سانتی‌متر طول و لبه‌های انتهایی گرد

اکو (آنرا ایکو یا ای‌ئه‌کو نیز می‌نامند) جنگ‌افزاری اوکیناوایی است که از پارو گرفته شده و حدود ۱۶۰ سانتی‌متر طول دارد. طبق داستان‌های بازمانده از گذشته، ماهیگیران از پارو برای دفاع از خود در برابر دشمنان مسلح استفاده می‌کرده‌اند. ژاپنی‌ها که اوکیناوا را به تصرف خود در آورده بودند نیز به مردم عادی استفاده از جنگ‌افزار را یاد می‌دادند که در برابر حمله احتمالی چینی‌ها به عنوان خط اول نبرد بجنگند. از آنجایی که جنگ‌افزارهای باکیفیت گران بودند مردم عادی می‌بایست هر آنچه را که در دست داشتند به کار گیرند. از پاروی ریوکو یا اکو یا ایکو به عنوان ناگیناتا (نوعی نیزه که در انتهای آن خنجر بلندی قرار داشت) استفاده می‌شد.
معمولاً پیش از اینکه کسی شروع به یادگیری اکو کند به او بو (چوب بلند) را یاد می‌دهند. اکو وزنی بیشتر از بو دارد و مرکز ثقل آن نیز در مرکز آن نیست به همین دلیل یادگیری آن سخت‌تر از بو است. بدلیل وزن زیاد اکو، معمولاً تکنیک‌های آن شامل ضربه‌های دورانی بزرگ است. 

## کاتا
از کاتاهای آن می‌توان موارد زیر را نام برد:
- چیکین سوناکاکه نو اکو: متعلق به سبک ریوکیو کوبودو است[۱].
- تسوکن آکاچو نو اکو ده: متعلق به سبک ماتایوشی کوبودو است[۲].
- اکو نو هو: متعلق به سبک ریوئی‌ریو است.
- گوئه‌کو نو اکو (با نام اکو نو اکو نیز شناخته می‌شود): متعلق به سبک هوکاما کوبودو است.